# Харчегани, Милад
Милад Беиги Харчегани (азерб. Milad Beygi Hərçigani; род. 1 марта 1991, Исфахан) — азербайджанский тхэквондист иранского происхождения, победитель Европейских игр 2015 года в Баку, чемпион мира 2017 и 2019 года, чемпион Европы 2016 года. Представлял Азербайджан на летних Олимпийских играх 2016 в Рио-де-Жанейро, где завоевал бронзовую медаль.

## Биография
Милад Беиги Харчегани родился 1 марта 1991 года в городе Исфахан в Иране. Вырос в этом же городе. В 2014 году, выступая за сборную Ирана выиграл золотую медаль на Всемирной военном чемпионате в Тегеране. В 2015 году принёс сборной Ирана очередное золото на турнире Fajr Openn, проходившем в Тегеране В этом же году принял гражданство Азербайджана, начав выступать за сборную этой страны. В первом же своём турнире в составе сборной Азербайджана занял второе место на турнире Ukraine Open, проходившем в Харькове.
В июне 2015 года принял участие на первых Европейских играх в Баку, на которых, победив в финале Альберта Гауна из России, стал чемпионом. 29 июня Президент Азербайджана Ильхам Алиев подписал распоряжения о награждении победителей первых Европейских игр и лиц, внёсших большой вклад в развитие спорта в Азербайджане. Милад Харчегани за большие достижения на первых Европейских играх и заслуги в развитии спорта в Азербайджане был удостоен ордена «Слава». В этом же году выигрывал турниры Korean Open в Чхунчхоне, Polish Open в Варшаве и Russian Open в Москве.
В 2016 году на Европейском олимпийском квалификационном турнире, проходившем в Стамбуле, занял первое место, получив путёвку на Олимпийские игры в Рио-де-Жанейро. В этом же году стал победителем чемпионата Европы, проходившего в швейцарском Монтрё, победив в финале Юнуса Сары из Турции.
1 сентября 2016 года награждён Почётным дипломом Президента Азербайджанской Республики за высокие достижения, завоёванные на ХХХI летних Олимпийских играх в Рио-де-Жанейро, и заслуги в развитии спорта в Азербайджане.
В 2017 году вышел в финал чемпионата мира, где победил Антона Коткова из России и стал чемпионом мира. В этом же году стал победителем Летней Универсиады в Тайпее.
В 2017 году удостоен звания «Спортсмен года» Ассоциации спортивных журналистов Азербайджана.